# Gerichtsamt Glauchau
Das Schönburgische Gerichtsamt Glauchau war 1865 bis 1878 ein Gericht der ordentlichen Gerichtsbarkeit für die fünf Schönburgischen Rezessherrschaften mit Sitz in Glauchau.

## Geschichte
Die Schönburgischen Rezessherrschaften waren bis 1740 reichsunmittelbar. Nach dem Rezess vom 4. Mai 1740, in welchem die Schönburger die Landeshoheit des sächsischen Herrscherhauses der Wettiner über ihre Territorien anerkannten, wurden die fünf reichsunmittelbaren Herrschaften Waldenburg, Glauchau (Forder- und Hinter-Anteil), Lichtenstein, Hartenstein (niedere Grafschaft) und Stein als Rezessherrschaften bezeichnet. Sie behielten bis 1878 eine rechtliche Sonderstellung und waren in Bezug auf Verwaltung und Rechtsprechung nicht in das System staatlicher Gerichte im Königreich Sachsen eingebunden. Auch die Aufhebung der Patrimonialgerichtsbarkeit nach der Märzrevolution 1848 änderte nichts an diesem Status.
Ursprünglich war die Rechtsprechung in den Schönburgischen Rezessherrschaften in Justizämtern organisiert. Zum 1. Juni 1865 passte das Haus Schönburg seine Gerichtsorganisation dem sächsischen Beispiel an und bündelte die Rechtsprechung im Fürstlichen und Gräflichen Schönburgischen Bezirksgericht Glauchau. Diesem waren Gerichtsämter nachgeordnet, darunter das Gerichtsamt Glauchau. Der Gerichtssprengel umfasste Albertsthal, Berthelsdorf, Gesau, Höckendorf, Jerisau, Kleinbernsdorf, Lipprandis (anteilig), Lobsdorf, Niederhohndorf (anteilig), Niederlungwitz mit Elzenberg, Niedermülsen, Niederschindmaas (anteilig), Obermosel (anteilig), Oberrothenbach, Reinholdshain, Rothenbach, Schönbörnchen, Schlunzig, St. Egidien, Thurm, Voigtlaide, Wernsdorf mit Hölzel und Wulm.
Zum 14. November 1878 trat das Haus Schönburg seine Jurisdiktion an den Staat ab. Das Bezirksgericht und die Gerichtsämter wurden nun kurzzeitig als staatliche Gerichte geführt. Hierbei wurde der Gerichtsbezirk (nun nach rein geografischen Kriterien) angepasst. Das Gerichtsamt Remse wurde aufgelöst und ein Teil seines Sprengels dem Gerichtsamt Glauchau zugeordnet. Der Gerichtsbezirk bestand nun aus: Albertsthal, Berthelsdorf, Elzenberg, Gesau, Höckendorf, Hölzel, Jerisau, Kleinbernsdorf, Lipprandis (nun vollständig; der königliche Anteil kam vom Gerichtsamt Remse), Lobsdorf, Niederlungwitz, Niedermülsen, Niederschindmaas (nun vollständig; der königliche Anteil kam vom Gerichtsamt Zwickau), Reinholdshain, Remse (vom Gerichtsamt Remse), Rothenbach, Schönbörnchen, Schlunzig, St. Egidien, Thurm, Voigtlaide, Weidensdorf (vom Gerichtsamt Remse), Wernsdorf und Wulm.
1879 wurden das Gerichtsamt Glauchau im Rahmen der Reichsjustizgesetze aufgehoben und durch das Amtsgericht Glauchau ersetzt.

## Gerichtsgebäude

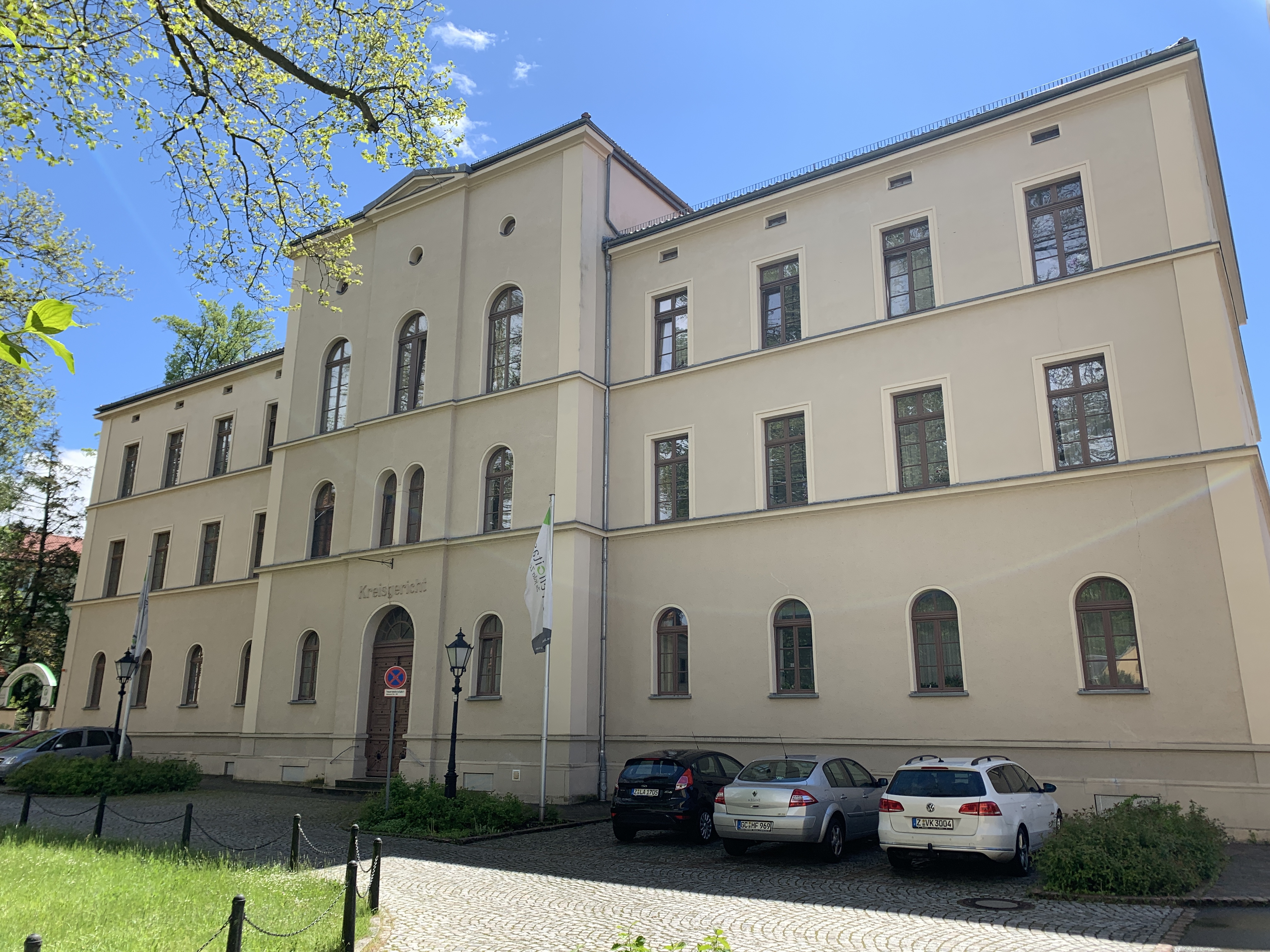
Gerichtsgebäude

Graf Heinrich von Schönburg ließ anstelle eines alten Vorwerks der Rezessherrschaft Hinterglauchau 1865 das Gerichtsgebäude (Heinrichshof 2) errichten. Darin hatte das Bezirksgericht und das Gerichtsamt seinen Sitz. Der Platz wurde nach ihm Heinrichshof genannt. Es handelt sich um einen Bau in historistisch-klassizistischem Stil. Er ist ortsgeschichtlich und baugeschichtlich von Bedeutung und steht daher unter Denkmalschutz. Ab 1879 wurde das Gebäude durch das Amtsgericht Glauchau genutzt.